# Basiothia
Basiothia là một chi bướm đêm thuộc họ Sphingidae.

## Các loài
- Basiothia aureata - (Karsch, 1891)
- Basiothia charis - (Walker, 1856)
- Basiothia laticornis - (Butler, 1879)
- Basiothia medea - (Fabricius, 1781)
- Basiothia schenki - (Moschler, 1872)

## Hình ảnh

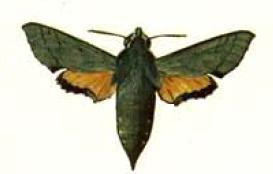